# Ministri dell'agricoltura della Romania
Questo elenco comprende i ministri dell'agricoltura della Romania a partire dal 1989.

## Lista dei ministri dell'agricoltura
| Ministro | Ministro         | Ministro                            | Partito                                                                              | Governo                                           | Mandato          | Mandato          | Leg.             |
| Ministro | Ministro         | Ministro                            | Partito                                                                              | Governo                                           | Inizio           | Fine             | Leg.             |
| --- | ---------------- | ----------------------------------- | ------------------------------------------------------------------------------------ | ------------------------------------------------- | ---------------- | ---------------- | ---------------- |
| Agricoltura e industria alimentare (Ministerul agriculturii și industriei alimentare) |                  |                                     |                                                                                      |                                                   |                  |                  |                  |
| |                  | Nicolae Ștefan (1923)               | Indipendente                                                                         | Governo Roman I                                   | 28 dicembre 1989 | 28 giugno 1990   | Provvisoria      |
| |                  | Ioan Țipu (1937-1991)               | Fronte di Salvezza Nazionale                                                         | Governo Roman II                                  | 28 giugno 1990   | 3 giugno 1991    | I                |
| |                  | Petru Mărculescu (1943)             | Indipendente                                                                         | Governo Roman II                                  | 15 luglio 1991   | 16 ottobre 1991  | I                |
| Agricoltura e alimentazione (Ministerul agriculturii și alimentației) |                  |                                     |                                                                                      |                                                   |                  |                  |                  |
| |                  | Petru Mărculescu (1943)             | Partito Democratico Agrario di Romania                                               | Governo Stolojan                                  | 16 ottobre 1991  | 19 novembre 1992 | I                |
| |                  | Ioan Oancea (1939)                  | Fronte Democratico di Salvezza Nazionale Partito della Democrazia Sociale di Romania | Governo Văcăroiu                                  | 19 novembre 1992 | 18 agosto 1994   | II               |
| |                  | Valeriu Tabără (1949-2025)          | Partito dell'Unità Nazionale Romena                                                  | Governo Văcăroiu                                  | 18 agosto 1994   | 3 settembre 1996 | II               |
| |                  | Alexandru Lăpușan (1955-2016)       | Partito della Democrazia Sociale di Romania                                          | Governo Văcăroiu                                  | 3 settembre 1996 | 12 dicembre 1996 | II               |
| |                  | Dinu Gavrilescu (1939)              | Partito Nazionale Contadino Cristiano Democratico                                    | Governo Ciorbea                                   | 12 dicembre 1996 | 17 aprile 1998   | III              |
| Governo Vasile | 17 aprile 1998   | Dinu Gavrilescu (1939)              | Partito Nazionale Contadino Cristiano Democratico                                    | 2 dicembre 1998                                   |                  |                  | III              |
| Governo Vasile |                  |                                     | Ioan Avram Mureșan (1959)                                                            | Partito Nazionale Contadino Cristiano Democratico | 2 dicembre 1998  | 22 dicembre 1999 | III              |
| Governo Isărescu | 22 dicembre 1999 | 28 dicembre 2000                    | Ioan Avram Mureșan (1959)                                                            | Partito Nazionale Contadino Cristiano Democratico |                  |                  | III              |
| Agricoltura, alimentazione e foreste (Ministerul agriculturii, alimentației și pădurilor) Dal 19 giugno 2003 Agricoltura, foreste, acque e ambiente (Ministerul agriculturii, pădurilor, apelor și mediului) Dall'11 marzo 2004 Agricoltura, foreste e sviluppo rurale (Ministerul agriculturii, pădurilor și dezvoltării rurale) |                  |                                     |                                                                                      |                                                   |                  |                  |                  |
| |                  | Ilie Sârbu (1950)                   | Partito della Democrazia Sociale di Romania Partito Social Democratico               | Governo Năstase                                   | 28 dicembre 2000 | 14 luglio 2004   | IV               |
| |                  | Petre Daea (1949)                   | Partito Social Democratico                                                           | Governo Năstase                                   | 14 luglio 2004   | 28 dicembre 2004 | IV               |
| |                  | Gheorghe Flutur (1960)              | Partito Nazionale Liberale                                                           | Governo Tăriceanu I                               | 29 dicembre 2004 | 23 novembre 2006 | V                |
| |                  | Dan Motreanu (1970)                 | Partito Nazionale Liberale                                                           | Governo Tăriceanu I                               | 6 dicembre 2006  | 5 aprile 2007    | V                |
| Agricoltura e sviluppo rurale (Ministerul agriculturii și dezvoltării rurale) |                  |                                     |                                                                                      |                                                   |                  |                  |                  |
| |                  | Decebal Traian Remeș (1949-2020)    | Partito Nazionale Liberale                                                           | Governo Tăriceanu II                              | 5 aprile 2007    | 11 ottobre 2007  | V                |
| |                  | Dacian Cioloș (1969)                | Indipendente                                                                         | Governo Tăriceanu II                              | 11 ottobre 2007  | 22 dicembre 2008 | V                |
| Agricoltura, foreste e sviluppo rurale (Ministerul agriculturii, pădurilor și dezvoltării rurale) |                  |                                     |                                                                                      |                                                   |                  |                  |                  |
| |                  | Ilie Sârbu (1950)                   | Partito Social Democratico                                                           | Governo Boc I                                     | 22 dicembre 2008 | 1 ottobre 2009   | VI               |
| |                  | Radu Berceanu (ad interim) (1953)   | Partito Democratico Liberale                                                         | Governo Boc I                                     | 2 ottobre 2009   | 23 dicembre 2009 | VI               |
| Agricoltura e sviluppo rurale (Ministerul agriculturii și dezvoltării rurale) |                  |                                     |                                                                                      |                                                   |                  |                  |                  |
| |                  | Mihail Dumitru (1964)               | Indipendente                                                                         | Governo Boc II                                    | 23 dicembre 2009 | 3 settembre 2010 | VI               |
| |                  | Valeriu Tabără (1949-2025)          | Partito Democratico Liberale                                                         | Governo Boc II                                    | 3 settembre 2010 | 9 febbraio 2012  | VI               |
| |                  | Stelian Fuia (1968)                 | Partito Democratico Liberale                                                         | Governo Ungureanu                                 | 9 febbraio 2012  | 7 maggio 2012    | VI               |
| |                  | Daniel Constantin (1978)            | Partito Conservatore Alleanza dei Liberali e dei Democratici                         | Governo Ponta I                                   | 7 maggio 2012    | 21 dicembre 2012 | VI               |
| Governo Ponta II | 21 dicembre 2012 | Daniel Constantin (1978)            | Partito Conservatore Alleanza dei Liberali e dei Democratici                         | 5 marzo 2014                                      | VII              |                  |                  |
| Governo Ponta III | 5 marzo 2014     | Daniel Constantin (1978)            | Partito Conservatore Alleanza dei Liberali e dei Democratici                         | 17 dicembre 2014                                  | VII              |                  |                  |
| Governo Ponta IV | 17 dicembre 2014 | Daniel Constantin (1978)            | Partito Conservatore Alleanza dei Liberali e dei Democratici                         | 17 novembre 2015                                  | VII              |                  |                  |
| |                  | Achim Irimescu (1958)               | Indipendente                                                                         | Governo Cioloș                                    | VII              | 17 novembre 2015 | 4 gennaio 2017   |
| |                  | Petre Daea (1949)                   | Partito Social Democratico                                                           | Governo Grindeanu                                 | 4 gennaio 2017   | 29 giugno 2017   | VIII             |
| Governo Tudose | 29 giugno 2017   | Petre Daea (1949)                   | Partito Social Democratico                                                           | 29 gennaio 2018                                   |                  |                  | VIII             |
| Governo Dăncilă | 29 gennaio 2018  | Petre Daea (1949)                   | Partito Social Democratico                                                           | 4 novembre 2019                                   |                  |                  | VIII             |
| |                  | Adrian Oros (1965)                  | Partito Nazionale Liberale                                                           | Governo Orban I                                   | 4 novembre 2019  | 14 marzo 2020    | VIII             |
| Governo Orban II | 14 marzo 2020    | Adrian Oros (1965)                  | Partito Nazionale Liberale                                                           | 23 dicembre 2020                                  |                  |                  | VIII             |
| Governo Cîțu | 23 dicembre 2020 | Adrian Oros (1965)                  | Partito Nazionale Liberale                                                           | 25 novembre 2021                                  | IX               |                  |                  |
| |                  | Adrian Chesnoiu (1982)              | Partito Social Democratico                                                           | Governo Ciucă                                     | IX               | 25 novembre 2021 | 23 giugno 2022   |
| |                  | Sorin Grindeanu (ad interim) (1973) | Partito Social Democratico                                                           | Governo Ciucă                                     | IX               | 24 giugno 2022   | 8 luglio 2022    |
| |                  | Petre Daea (1949)                   | Partito Social Democratico                                                           | Governo Ciucă                                     | IX               | 8 luglio 2022    | 15 giugno 2023   |
| |                  | Florin Barbu (1980)                 | Partito Social Democratico                                                           | Governo Ciolacu I                                 | IX               | 15 giugno 2023   | 23 dicembre 2024 |
| Governo Ciolacu II | 23 dicembre 2024 | Florin Barbu (1980)                 | Partito Social Democratico                                                           | In carica                                         | X                |                  |                  |